# Valentina Ursu
Valentina Ursu este o jurnalistă din Republica Moldova care a lucrat la postul de radio Europa Liberă din 2004 până în iunie 2022. Anterior a activat timp de 17 ani la Radio Moldova. Până în decembrie 2023 a fost Directoare la Vocea BasarabieiTV/Radio.
A scris cartea Râul de sânge, în care a inclus reportaje realizate în timpul conflictului armat de la Nistru din 1992.
Este deținătoare a Titlului „Om Emerit” din 1994. În 2009, a fost decorată de Președintele Republicii Moldova Mihai Ghimpu cu Ordinul Republicii. A fost declarată de revista VIP Magazin una din cele 99 de femei ale Moldovei, iar în 2014 a fost nominalizată la Omul Anului în categoria Mass-Media, în care a luat locul 5. În 2014, Președintele României Traian Băsescu i-a acordat Ordinul Național „Pentru Merit” în grad de Comandor. In 2021 a fost nominalizată la Omul Anului în categoria Mass-Media.